# 穆德斯巴赫
穆德斯巴赫是德国莱茵兰-普法尔茨州的一个市镇。总面积9.42平方公里，总人口6155人，其中男性3042人，女性3113人（2011年12月31日），人口密度653人/平方公里。